# Fabrizio Pratticò
Fabrizio Maria Pratticò (Reggio Calabria, 25 maggio 1990) è un calciatore italiano, portiere del Val Gallico.

## Carriera
Dopo aver giocato nel Centro Reggio Junior ha militato per cinque anni nel settore giovanile della Reggina, arrivando fino alla squadra Primavera; successivamente è passato al Siena, nella cui Primavera ha giocato da gennaio 2007 a giugno 2007. Nella stagione 2007-2008 ha fatto parte della rosa del Pescina VG, club di Serie C2, con cui non ha però mai giocato nessuna partita ufficiale; l'anno successivo ha invece militato nell'HinterReggio, con cui ha giocato una partita in Serie D. Nella stagione 2009-2010 ha inizialmente giocato 3 partite nella Melitese in Eccellenza, per poi tornare (nell'ottobre del 2009) nell'Hinterregio; con la squadra calabrese ha giocato da titolare (27 presenze) il campionato di Serie D, accasandosi a fine stagione al Sorrento, in Lega Pro Prima Divisione. Qui rimane per due stagioni, nelle quali non gioca però nessuna partita di campionato. Nella parte finale della stagione 2012-2013 e nell'intera stagione 2013-2014 ha giocato in Eccellenza nei calabresi del Catona. Nel 2014 è poi stato tesserato dal Syrianska, club della seconda serie svedese; qui nell'arco dei suoi sei mesi di permanenza ha giocato una partita di campionato, nella quale ha subito due reti.
Nel febbraio del 2015 si è trasferito al Western United, club delle Isole Salomone; qui, ha vinto il campionato locale ed ha giocato 3 partite nella OFC Champions League, nel corso delle quali ha subito in totale 7 reti. Nell'estate del 2015 va a giocare nel BÍ/Bolungarvík, squadra della seconda divisione islandese, dalla quale viene svincolato dopo aver subito 11 reti totali nell'arco di 3 partite di campionato. Successivamente si accasa al Gallico Catona, con cui termina la stagione disputando il campionato calabrese di Eccellenza, che la sua squadra chiude all'ottavo posto in classifica. In seguito torna al Western United, nelle Isole Salomone; in seguito passa al Guadalcanal, sempre nel medesimo campionato, prima di fare ritorno al Gallico Catona, dove gioca per tre stagioni, dal 2018 al 2021, quando si trasferisce al Rapallo, club ligure militante nel campionato di Eccellenza, a cui fa seguito un ulteriore biennio nel Gallico Catona.

## Palmarès

### Club

#### Competizioni nazionali
- Campionato delle Isole Salomone: 1

Western United: 2014-2015